# Hybodillo monocellatus
Hybodillo monocellatus är en kräftdjursart som beskrevs av Franco Ferrara och Stefano Taiti1982. Hybodillo monocellatus ingår i släktet Hybodillo och familjen Armadillidae. Inga underarter finns listade i Catalogue of Life.